# Gabriel Busiau
Gabriel Busiau, né Gabriel Castille Georges Alexandre Busiau le 5 septembre 1902 à Guise, dans le département de l'Aisne, est un capitaine au long cours franco-belge et officier de marine des forces navales française libres FNFL, disparu dans le Pacifique le 28 juillet 1942.

## Biographie
Gabriel est né en France le 5 septembre 1902 à Guise, ses parents sont belges, originaires de la province de Hainaut, il est l'aîné d'une famille de six enfants, son père, Gabriel, était pharmacien et sa mère, Georgette née Maton, mère au foyer.
En 1926, la famille s'installe à Nouméa en Nouvelle-Calédonie, le père achète une des deux pharmacies existantes dans la capitale calédonienne, il la rebaptise Pharmacie Busiau, elle a beaucoup de succès avec l'exploitation de diverses préparations à base d'huile de niaouli (gomenol), dont un sirop réputé pour la toux et très apprécié, il meurt en 1933 à l'âge de 55 ans. La pharmacie sera rachetée plus tard par Maurice Lenormand qu'il renomme en Pharmacie générale de Nouvelle-Calédonie, elle devient la principale officine du territoire.
Le jeune Gabriel rentre faire des études en France et se passionne pour la navigation. Il obtient ses diplômes, est rapidement lieutenant puis capitaine au long cours dans la marine marchande. Il effectue diverses missions à travers le monde sur des bateaux de commerce.
Après l'armistice, le 30 juin 1940 Charles de Gaulle décide de créer les forces navales françaises libres (FNFL) et nomme à sa tête l'amiral Muselier. Le 1er juillet 1940, Gabriel s'engage dans cette unité naissante de la résistance, il y sera incorporé en tant qu'enseigne de vaisseau (lieutenant).
Son expérience de la navigation et sa connaissance du territoire austral font qu'il est affecté comme capitaine commandant le cargo Le Cagou, un bâtiment réquisitionné, chargé de transporter des troupes entre la Nouvelle-Calédonie et l'Australie.
Après deux ans de traversées régulières, Le Cagou est torpillé le 28 juillet 1942 au large de l'Australie par le sous-marin japonais I175. Il n'a été recensé aucun survivant.

## Divers
- À Nouméa, la rue Gabriel-Busiau a été nommée en son souvenir, elle est située dans le quartier de l'Anse Varta, elle longe le jardin botanique.
- Son frère cadet, Roger, a été consul de Belgique à Nouméa jusqu'à sa mort en 1979.

### Sources
- Site Charles de Gaulle #2354
- Site Memorest
- Ville de Nouméa p. 51
- Archives famille Busiau de Nouvelle-Calédonie